# Víctor Gay Zaragoza
Víctor Gay Zaragoza és un escriptor, formador, professor associat de IE Business School i consultor català expert en narratives d'empresa o Storytelling nascut a Barcelona (1982).

## Trajectòria com a escriptor
Als seus 26 anys va publicar el seu primer llibre "Filosofía Rebelde"(Editorial Kairós). El tema de l'assaig era la unitat subjacent a les estructures essencials de les principals religions i filosofies del món. Als seus 28 anys va publicar 50 libros que cambiarán tu vida (Alienta), un assaig de crítica literària. L'octubre del 2015 va publicar la novel·la històrica El defensor ambientada en el 1940 durant els dies del judici sumaríssim i l'execució de Lluís Companys. El protagonista és Ramón de Colubí, advocat militar de Companys i parent de l'autor. Durant la recerca històrica de la novel·la El defensor, Víctor Gay va descobrir que l'avi de Companys -Ramon Maria de Jover i de Viala - era cosí germà de l'àvia de Colubí - Maria de l'Assumpció de Viala i Masalles- també parents del mateix autor. Una relació familiar que havia passat desapercebuda per biògrafs i historiadors i que va cridar l'atenció de la premsa de Catalunya i Espanya.

## Obres
- Revoluciona el algoritmo: cómo potenciar tu storytelling con inteligencia artificial (RBA, 2025). Assaig.
- El camino amarillo: 7 pasos para tener éxito contando una historia (Ediciones B, 2017). Assaig.
- El Defensor (Suma de Letras / Columna, 2015). Novel·la històrica.
- 50 libros que cambiarán tu vida (Alienta, 2011). Assaig.
- Filosofía Rebelde (Editorial Kairós, 2011). Assaig.